# Bud Ekins
James Sherwin "Bud" Ekins (Hollywood, 11 mei 1930 - Los Angeles, 6 oktober 2007) was een Amerikaans stuntman, motorcoureur, acteur en motorfietsdealer. Hij werkte als stuntman mee aan grote films als The Great Escape (1963) en Bullitt (1968). Zijn werk als stuntman werd gewaardeerd door een opname in de Stuntmen's Hall of Fame. 

## Motorcarrière
Ekins begon al op jonge leeftijd (in 1949) met motoren te crossen in de heuvels rond zijn ouderlijk huis in Hollywood. Hij werkte mee aan de ontwikkeling van de Desert races nadat hij al goede resultaten had geboekt als motorcrosser en endurorijder. Hij werd in 1980 geïnstalleerd in de Off-road Motorsports Hall of Fame en in 1999 in de AMA Motorcycle Hall of Fame. Halverwege de jaren vijftig behoorde hij tot de beste crossers en desert racers in Zuid-Californië, waar hij het AMA District 37 kampioenschap zeven keer won. In 1952 bood Matchless hem een plaats aan in het fabrieksteam voor het Europees kampioenschap motorcross, waarin hij als vijftiende eindigde, ondanks het feit dat hij de modderige Europese circuits niet gewend was. In 1955 won hij de in Amerika belangrijke cross op het eiland Catalina. In 1959 won hij voor de derde keer de Big Beare Hare & Hound desert race in de Mojavewoestijn nadat hij halverwege de wedstrijd een lekke band had gehad. Hij won de race met 30 minuten voorsprong.
Halverwege de jaren zestig was hij Triumph-dealer in Sherman Oaks, waar veel topacteurs als Steve McQueen, Paul Newman en Clint Eastwood klant waren. McQueen leerde motorcrossen van Bud Ekins en werd zelf een gerespecteerd motorcrosser. Ekins vertegenwoordigde de Verenigde Staten in de International Six Days Trial, de oudste (1913) door de FIM georganiseerde vorm van motorsport, die ondanks de naam toen nog geen trial, maar een endurorace was. In 1962 won Bud Ekins in de DDR een gouden medaille met het Amerikaanse team, dat naast Bud Ekins bestond uit zijn broer Dave Ekins, John Steen, Cliff Coleman en Steve McQueen. In de ISDT van 1964 reed hij samen met McQueen een 650cc-Triumph TR6 Trophy. In 1965 namen ze deel aan de ISDT op het eiland Man. Ekins won in zeven jaar vier gouden medailles en een zilveren.
Ekins was een pionier van het woestijnracen. In 1964 reed hij met zijn broer Dave op Honda-motorfietsen bijna de hele lengte (1250 km) van het Mexicaanse schiereiland Baja California onder barre omstandigheden in 39 uur en 48 minuten om het record van Tijuana naar La Paz te vestigen. Dit record was een uitdaging voor andere recordjagers, zowel op motorfietsen als in auto's. Een van hen was Ed Pearlman, die vervolgens besloot de jaarlijkse Baja 1000 te gaan organiseren.
Ekins nam vaak deel aan deze eerste woestijnraces, waaronder de Mint 400 en de Stardust 7-11 in Nevada, niet alleen met motorfietsen, maar ook met offroad-auto's. Samen met Steve McQueen won hij de eerste Baja 500 in 1969. Hij werkte vijf jaar samen met Vic Hickey en hielp hem met het bouwen van de Baja Boot-raceauto.

## Film- en TV carrière

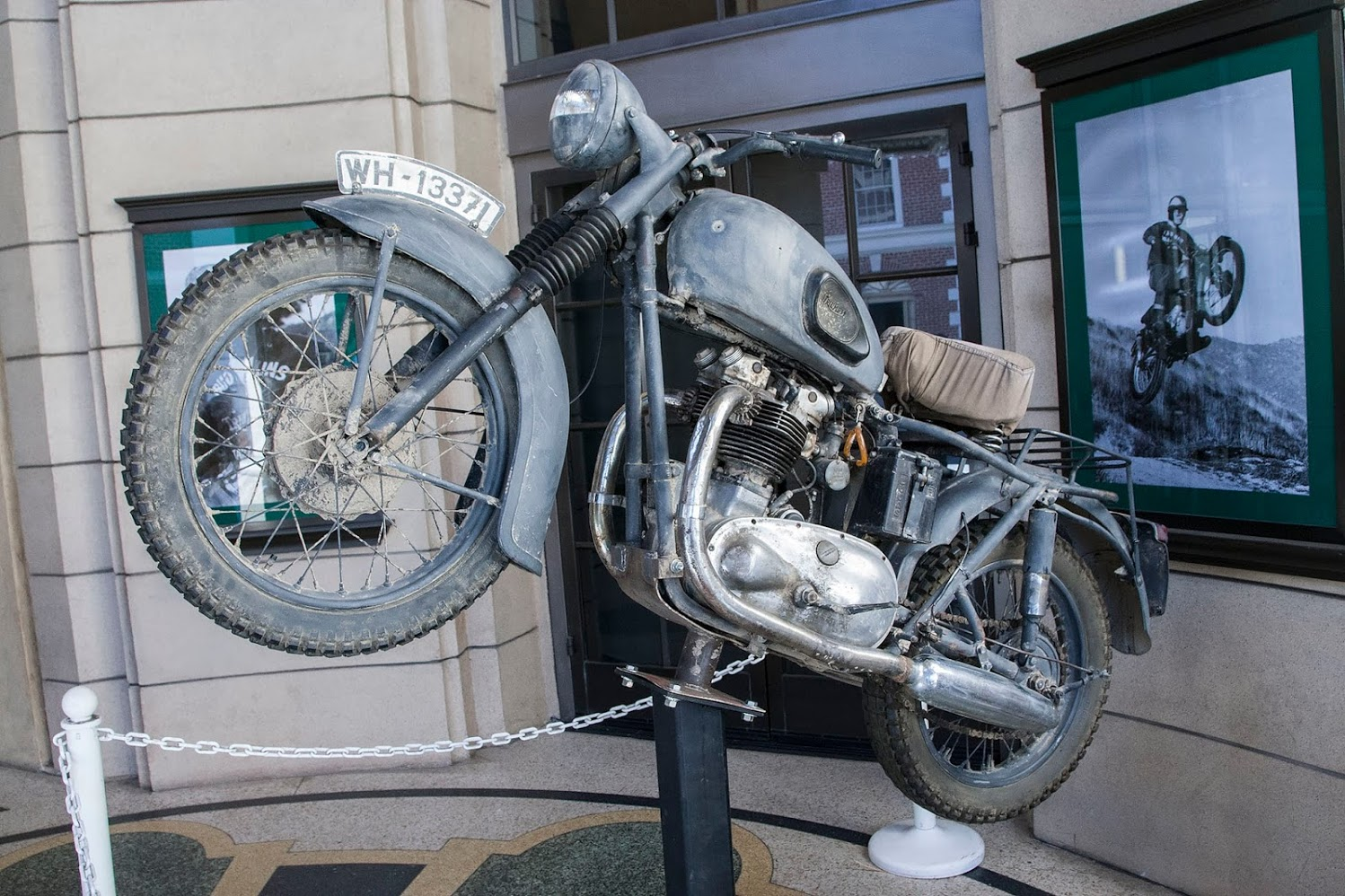
De Triumph TR6 Trophy die in The Great Escape werd gebruikt.

Bud Ekins' carrière als stuntman begon toen McQueen hem vroeg om zijn body double te worden tijdens de opnamen van de film The Great Escape. McQueen stelde hem voor aan regisseur John Sturges, die de uiterlijke gelijkenis goed genoeg vond. De achtervolgingsscène met motorfietsen stond niet in het oorspronkelijke script, maar was er door motorenthousiast McQueen aan toegevoegd. Voor de achtervolging werden motorrijders op BMW's en andere motorfietsen aangetrokken, maar zij waren niet snel genoeg om McQueen te volgen. Daarop reed McQueen steeds een stuk op zijn Triumph TR6 Trophy om zich vervolgens om te kleden in een Duits uniform en ook de achtervolger te spelen. Voor een sprong over prikkeldraad kreeg McQueen geen toestemming van de verzekering. Die werd uitgevoerd door Bud Ekins.
Het was het begin van een 30-jarige carrière als stuntman, maar uiteindelijk ook als acteur. Een van de beroemdste achtervolgingsscènes met auto's voerde hij - ook voor McQueen - uit in Bullitt (1968) met een Ford Mustang 390 GT.
In de jaren zeventig was Bud Ekins stuntcoördinator voor de televisieserie CHiPs. Hij werd een van de beste Amerikaanse stuntmannen en werkte zelfs nog als stuntman toen hij al in de zestig was. Hij speelde hij als acteur een aantal kleine rollen in films als The Love Bug (1968), The Karate Kid-serie (1984-1994), Mac and Me (1988), Pacific Heights (1990) en Vegas Vacation (1997).

## Later leven
Na zijn pensionering als stuntman bleef Bud Ekins motorfietsdealer in Sherman Oaks, maar hij bouwde ook een van de grootste verzamelingen klassieke motorfietsen in de VS op. In 1980 werd hij opgenomen in de Off-road Motorsports Hall of Fame en in 2009 in de Motorcycle Hall of Fame. Hij overleed op 77-jarige leeftijd op 6 oktober 2007 in Los Angeles.

## Film als stuntman
- The Great Escape (1963)
- The Cincinnati Kid (1965)
- Speedway (1968)
- Bullitt (1968)
- Then Came Bronson (1969)
- The Last Warrior (1970)
- Chrome and Hot Leather (1971)
- Diamonds Are Forever (1971)
- The Thing With Two Heads (1972)
- Electra Glide in Blue (1973)
- Earthquake (1974)
- The Towering Inferno (1974)
- The Front Page (1974)
- Race with the Devil (1975)
- Death Scream (1975)
- Dixie Dynamite (1976)
- Scorchy (1976)
- Sorcerer (1977)
- Return from Witch Mountain (1978)
- Animal House (1978)
- Movie Movie (1978)
- Fast Charlie... the Moonbeam Rider (1979)
- 1941 (1979)
- The Blues Brothers (1980)
- Megaforce (1982)
- Jekyll and Hyde... Together Again (1982)
- City Heat (1984)
- Black Moon Rising (1986)
- Extreme Justice (1993)
- The Ransom of Red Chief (1998)